# Philippe de Carinthie
Philippe de Carinthie, également appelé Philippe de Sponheim, mort le 22 juillet 1279 à Krems en Autriche, fut archevêque élu de Salzbourg de 1247 à 1257 et patriarche d'Aquilée de 1269 à 1271. Nominalement duc de Carinthie et héritier des possessions de la maison de Sponheim après le décès de son frère aîné Ulrich III en 1269, il n'a cependant pas pu s'imposer contre les exigences du puissant roi Ottokar II de Bohême. À sa mort, la branche principale des Sponheim s'éteint.

## Biographie
Philippe est le fils cadet de Bernard de Sponheim (mort en 1256), duc de Carinthie depuis 1202, et de son épouse Judith (morte en 1230), fille du roi Ottokar Ier de Bohême issue de la dynastie des Přemyslides. Élevé à la cour de son oncle maternel le roi Venceslas Ier, il se prépare pour une carrière ecclésiastique en devenant prévôt de la collégiale de Vyšehrad et chancelier du royaume de Bohême. 

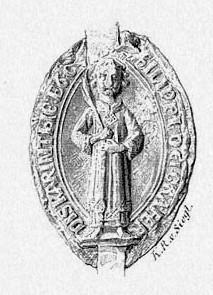
Sceau de Philippe, archevêque élu de Salzbourg.

Cependant quand en 1247 le chapitre de chanoines de Salzbourg l'élit comme archevêque, il renonce à sa consécration afin de préserver ses droits à la succession de son frère aîné Ulrich III en Carinthie. De ce fait, il se joint à la campagne militaire de son père dans la Styrie et dans la région bavaroise de Lungau. En 1252, Bernard et Philippe défont les troupes unies du comte Meinhard III de Goritz et de son beau-père le comte Albert IV de Tyrol dans la vallée de la Drave près de Greifenburg ; ensuite, ils conquièrent un grand territoire dans la Haute-Carinthie.
En 1254, par un traité conclu avec les ducs Henri XIII et Louis II de Bavière, Philippe tente de reprendre les droits anciens de la maison de Sponhiem dans le Chiemgau et sur le comté de Lebenau (près de Laufen) sur la Salzach, qui avait été acquis par les archevêques de Salzbourg. En retour il est finalement déposé et banni par le chapitre de Salzbourg en 1257, bien qu'il tente de faire prévaloir ses droits contre son successeur l'évêque Ulrich de Seckau avec l'appui militaire de son frère Ulrich de Carinthie. 

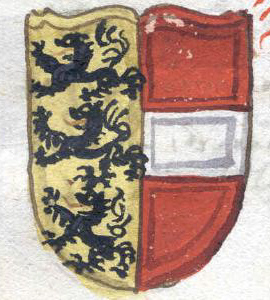
Blason de l'archevêque Philippe.

Philippe continue ses activités guerrières : en juillet 1260, il combat avec son cousin le roi bohémien Ottokar II Přemysl les armées du roi Béla IV de Hongrie. Ensuite en 1265, son cousin maternel Ladislas, fils cadet du duc silésien Henri II le Pieux et d'Anne de Bohême, est élu archevêque de Salzbourg avec l'approbation pontificale de Clément IV et Philippe doit finalement résigner officiellement son siège.
En 1269, Philippe est élu archevêque d'Aquilée, bien que son élection ne soit pas reconnue par le Pape. La même année, son frère le duc Ulrich III meurt ; en 1268, il a conclu un accord de succession avec Ottokar II de Bohême par lequel il lui lègue secrètement le duché de Carinthie avec la marche de Carniole. À la mort d'Ulrich le 27 octobre, Ottokar II expulse immédiatement Philippe de ses nouvelles acquisitions et également de son patriarcat en Frioul. Le 21 décembre 1273, finalement, le pape Grégoire X nomme Raimondo della Torre, évêque de Côme, son successeur. 
Philippe tente alors de s'imposer comme « comte de Lebenau » et propose même en vain en 1275 l'inféodation de la Carinthie au nouveau roi germanique Rodolphe de Habsbourg. Ottokar II ne renonce pas à ses prétentions sur le duché de Carinthie et la Carniole jusqu'à sa défaite finale et sa mort en 1278 lors de la bataille de Marchfeld. Philippe réside désormais à la cour de Rodolphe de Habsbourg dans le duché d'Autriche sans jamais revenir en Carinthie.
Une année plus tard il meurt à Krems, où son épitaphe existe toujours dans l'église des dominicains.